# Rolf Liebermann
Rolf Liebermann (Zúrich, 14 de septiembre de 1910-París, 2 de enero de 1999) fue un compositor, director de orquesta, director de escena y productor musical suizo.

## Biografía
Rolf Liebermann estudió derecho en la Universidad de Zúrich y música en un conservatorio privado con José Berr (1929-33). Fue ocasionalmente saxofonista en una orquesta de jazz y cantó en cabarets. Se le atribuye también en esta época una aventura con Lale Andersen, la intérprete alemana de la célebre canción Lili Marlene.
Perfeccionó su dirección de orquesta con Hermann Scherchen del que fue asistente en Viena y Budapest, hasta 1938. Luego, en 1940, trabajó con Vladimir Vogel. Después de la II Guerra Mundial, fue productor en Radio Zürich (1945-50), director artístico de la «Orchestre de la Radio suisse alémanique» en Zúrich (1950-57) y director de orquesta de la Norddeutscher Rundfunk (Radiodifusora del norte de Alemania) en Hamburgo (1957-59).
En 1959 fue nombrado intendente en la Ópera de Hamburgo, donde estará hasta 1972, después de haberla convertido en la primera escena lírica del mundo en el campo de la creación y del repertorio contemporáneo. En 1973, Marcel Landowski y Hugues Gall, a petición de Jacques Duhamel, entonces ministro de Cultura, le convencieron para presidir la «Réunion des théâtres lyriques nationaux», donde permaneció hasta 1980. Atrajo las mejores voces, directores y escenógrafos de la escena internacional. El público pudo así escuchar a Teresa Berganza, Plácido Domingo o Ruggero Raimondi. Durante este periodo fueron montadas en el Palais Garnier y en la Salle Favart, más de cincuenta espectáculos diferentes, con puestas en escena a menudo innovadoras e incluso contestadas. Entre las obras más destacadas se pueden citar: 
- - Las bodas de Fígaro de Mozart, con escenografía de Giorgio Strehler (marzo de 1973).
  - Boris Godounov de Músorgski (junio de 1980).
  - Estreno mundial de la versión en 3 actos de Lulu de Alban Berg, dirigida por Pierre Boulez (24 de febrero de 1979).
  - La Bohème de Puccini, con puesta en escena de Gian Carlo Menotti.
  - El Faust de Gounod, con puesta en escena de Jorge Lavelli.
  - Les Contes d'Hoffmann de Offenbach, con puesta en escena de Patrice Chéreau.

En 1985 fue llamado de nuevo a la Ópera de Hamburgo donde permaneció hasta 1988.

## Catálogo de obras
Sus composiciones emparentan, en un lenguaje experimental, con una gran variedad de estilos y de técnicas, desde la música barroca francesa al dodecafonismo vienes. Compuso también canciones y música ligera. Sus obras más destacados son:
| Año     | Obra | Tipo de obra                 |
| ------- | --- | ---------------------------- |
| 1943    | 5 Polyphone Studien, para orquesta de cámara. | Música orquestal             |
| 1944    | Une des fins du monde, cantata para barítono y orquesta según Jean Giraudoux. | Música vocal (cantata)       |
| 1945    | Chinesische Liebeslieder, (Li Bai, trad. Klabund), para tenor, arpa, piano y cuerdas. | Música vocal (instrumentos)  |
| 1945    | Furioso, para orquesta. | Música orquestal             |
| 1945    | Das neue Land (Festspiel, A. Ehrismann) (Basilea), ópera. | Música escénica (ópera)      |
| 1947    | Suite über 6 Schweizer Volkslieder («Swiss Folk Song Suite»), para orquesta. | Música orquestal             |
| 1948    | Musik (C.P. Baudelaire, P. Verlaine), para recitante y orquesta. | Música vocal (cantata)       |
| 1949-50 | Sinfonía nº 1. | Música orquestal             |
| 1949-50 | Chinesisches Lied (Klabund, H. Leeb), para alto, tenor y piano. | Música vocal (piano)         |
| 1950    | Music for Orchestra and Reciter. | Música vocal (orquesta)      |
| 1950    | Streitlied zwischen Leben und Tod (cantata, según R. Kothe), para 4 voces solistas, coro y orquesta («Combat Song of Life and Death»)                                                                 | Música vocal (cantata)       |
| 1951    | Sonata for piano. | Música solista (piano)       |
| 1952    | Leonore 40/45 (opera semiseria, H. Strobel). (Estreno en Basilea, 1952). | Música escénica (ópera)      |
| 1954    | Penelope (opera semiseria, Strobel, según Molière). (estreno en el Festival de Salzburgo de 1954 (Szell/Schuh/Neher)                                                                                  | Música escénica (ópera)      |
| 1954    | Concerto pour jazz-band et orchestre. (estreno en Donaueschingen, director H. Rosbaud. (Estreno en América: Chicago Symphony Orchestra, cond. Fritz Reiner).                                          | Música orquestal (concierto) |
| 1955    | Die Schule der Frauen (opera buffa, con libreto de Strobel sobre «École des femmes», de Molière) [como The School for Wives. Estreno de la versión en un acto: Louisville, Kentucky). Salzburgo 1957) | Música escénica (ópera)      |
| 1957    | Die Schule der Frauen (opera). (estreno europeo, Salzburg Festival (Szell/Schuh/Neher)9. | Música escénica (ópera)      |
| 1958    | Geigy Festival Concerto for Basle drum and orchestra | Música orquestal             |
| 1959    | Capriccio for soprano, violín and orchestra | Música vocal (orquesta)      |
| 1964    | Concert des Echanges, para la Swiss National Exhibition, Lausana | Música orquestal             |
| 1981    | Essai 81, para violonchelo y piano. | Música instrumental (dúo)    |
| 1983    | Liaison, para violonchelo y piano. | Música instrumental (dúo)    |
| 1984    | Ferdinand, parable for speaker and instruments | Música vocal (instrumentos)  |
| 1987    | La Forêt (opera, H. Vida). (estreno en Ginebra (Tate/Deflo/Orlandi) (encargada por Hugues Gall). | Música escénica (ópera)      |
| 1988    | Cosmopolitan Greetings (multimedia jazz opera, A. Grinsberg), colab. G. Gruntz (Gruntz/Wilson/Ginsberg) (Hamburgo, 1988).                                                                             | Música escénica (ópera)      |
| 1988    | Herring Quintet. | Música instrumental          |
| 1989    | Medea Monologue, para soprano, coro de mujeres y orquesta. | Música vocal (orquesta)      |
| 1990    | 3x1 = CH+X, para mezzo-soprano, coro y orquesta. | Música vocal (orquesta)      |
| 1992    | Freispruch für Medea («Acquittement pour Médée»), opera en dos actos (U. Haas). (estreno en Hamburgo, 1995)                                                                                           | Música escénica (ópera)      |
| 1994    | Enigma |                              |
| 1994    | Violin Concerto | Música orquestal (concierto) |
| 1995    | Piano Concerto | Música orquestal (concierto) |
| 1996    | Die schlesischen Weber (text: Heinrich Heine), para coro mixto, cuarteto de cuerda y piano. | Música coral (instrumentos)  |
| 1997    | Variations on a Theme from Appenzell, para cinco instrumentos. | Música instrumental          |
| 1998    | Mouvance, para nueve percusionistas y piano. | Música instrumental          |